# Leeuw van Juda

De Leeuw van Juda in het wapen van Jeruzalem

Het symbool van de stam van Juda is een leeuw

De leeuw van Juda (Hebreeuws: אריה יהודה, Ar·jê Jehuda) is een van de nationale symbolen van het Joodse volk. Men vindt de leeuw afgebeeld op gebruiksvoorwerpen en rituele voorwerpen. De leeuw van Juda neemt ook een belangrijke plaats in in het wapen van Jeruzalem.

## Hebreeuwse Bijbel
Volgens de Hebreeuwse Bijbel was Juda of Yehuda de oorspronkelijke naam van de door een leeuw voorgestelde stam Juda, een van de stammen van Israel. Volgens Genesis 49:9 noemde de aartsvader Jakob zijn zoon Juda bij zijn zegen in het Hebreeuws: גּ֤וּר אַרְיֵה֙ gūr ’ar·jê, "jonge leeuw".

## Christendom
In Openbaring 5:5 in het Nieuwe Testament staat:
Wees niet verdrietig. Want de leeuw uit de stam Juda, de telg van David, heeft de overwinning behaald, en daarom mag hij de boekrol met de zeven zegels openen
Over het algemeen wordt dit geïnterpreteerd als een aanduiding van Jezus. Deze werd volgens christelijke theologen in het Oude Testament aangeduid als het "jong van de leeuwin". De middeleeuwse scholastici geloofden dat de leeuwin haar jong dood ter wereld bracht en het gebrul van de leeuw na drie dagen het jong tot leven wekte. Zo was het, in hun verklaring, ook met Christus. Na drie dagen in het graf werd Christus volgens de leer van de kerk opgewekt door de stem van God.
Dit laatste verhaal staat ook in een middeleeuws bestiarium. Er worden in dit bestiarium nog twee scholastieke karakteristieken van de leeuw genoemd die verwijzen naar Christus: de leeuw wordt niet gevonden door jagers omdat hij zijn sporen met zijn staart uitveegt en als de leeuw slaapt, heeft zijn ogen open. Zo ook bleef het goddelijke van Jezus in de ogen van de christenen levend toen deze stierf aan het kruis. Deze middeleeuwse opvattingen over leeuwen hadden en hebben met de aard en leefwijze van de leeuw niets van doen, ze zijn symbolisch.

## Ethiopië

Ethiopische vlag met de Leeuw van Juda

De traditie dat de Negus Negesti van Ethiopië afstamt van koning David en Salomo werd op schrift gesteld in de 13e-eeuwse Kebre Negest. Salomo en de koningin van Seba zouden de ouders van Menelik I zijn geweest. In de Orthodox Tewahedo traditie van de Ethiopisch-orthodoxe Kerk en de traditie van de Joodse Beta Israël reisden leden van de stammen Dan en Juda mee naar Ethiopië.
De Ethiopische keizer Haile Selassie zou hierdoor afstammen van David, Salomo en de koningin van Seba en voerde "de leeuw van Juda" als een van zijn vele officiële koninklijke titels. Onder deze naam vereren de rastafari hem. Hij is in hun ogen een godheid. Na de val van de Ethiopische monarchie verdwenen de verwijzingen naar de leeuw van Juda uit de vlag en het wapen van Ethiopië. De leeuw verdween ook van de munten.
In de Ge'ez-taal bestaat een gezegde of motto Mo`a 'Anbessa Ze'imnegede Yihuda, "De leeuw van de stam van Juda heeft gezegevierd".
Na de val van het communisme, de Derg, in 1990 ontstond een kleine politieke partij met de naam Mo'a Anbessa of "Zegevierende Leeuw".

## Doorwerking
In de fantasy-roman De Kronieken van Narnia van C.S. Lewis komt de leeuw Aslan voor. Deze Aslan is een messiaanse figuur.